# تكية موثقي
تكية موثقي (بالفارسية: تکیه موثقی) هي تكية شيعية تاريخية تعود إلى القاجاريين، وتقع في بروجرد.